# Jaime Camacho Amaral
Jaime Camacho Amaral (* 10. Januar 1950 in Lia Oli, Baha Mori, Portugiesisch-Timor; † 23. Dezember 1975 in Iakoto, Laulara, Osttimor) war ein Freiheitskämpfer aus Osttimor.

## Werdegang
Camacho wurde als fünftes von zwölf Kindern von Lourenço da Silva Guterres (Modolara) und Ana Maria Lino Ferreira (Lau-modo) geboren. Jaime absolvierte die Grundschule und das erste Jahr am Colégio von Venilale. Das zweite Jahr verbrachte er am Sta. Teresina Colegio in Ossu. 1966 studierte Camacho weiter am Colégio in Fuiloro für ein Trimester. Dann wurde die Schule allerdings geschlossen. Camacho erhielt von den Salesianern ein Stipendium und konnte sein Studium von 1966 bis 1969 in Macau fortführen und 1970 schließlich an der Technischen Schule der Salesianer in Fatumaca beenden.
Ende Juli 1971 trat Camacho seinen Wehrdienst bei der portugiesischen Kolonialarmee an. Seine Ausbildung erhielt er im Militärstützpunkt Taibesi, danach folgte von 1972 bis 1974 die Stationierung in Teolale. Von 1974 bis 1975 war Camacho dann Administrator des Posto Luro. Beim Ausbruch des Bürgerkriegs in Osttimor im August 1975 schloss sich Camacho der FALINTIL, dem bewaffneten Arm der FRETILIN an. Er wurde Kommandant des Ausbildungszentrums in Taibesi.
Am 28. November 1975 rief die FRETILIN einseitig die Unabhängigkeit von Portugal aus. Camacho wurde ausgewählt, um die Militärparade für die Unabhängigkeitsfeierlichkeiten zu kommandieren. Er war es schließlich auch, der am Amtssitz des Gouverneurs die bis dato noch wehende Flagge Portugals einholte, wo dann die Flagge Osttimors gesetzt wurde.
Am 7. Dezember 1975 griff Indonesien die osttimoresische Hauptstadt Dili an, der Beginn der Besetzung Osttimors. Camacho beteiligte sich am Abwehrkampf der FALINTIL. Am 23. Dezember schoss er in Iakoto bei Laulara mit einer Bazooka auf indonesische Panzer. Der Gegner sah den Rauch vom Abschuss und erwiderte das Feuer mit einem Panzer in Maraiba. Camacho kam durch den Beschuss ums Leben. Seine sterblichen Überreste wurden noch am selben Tag von FALINTIL-Kämpfern in Seloi Malere mit militärischen Ehren begraben.
Am 11. Januar 2019 wurde in Anwesenheit von Gil da Costa Monteiro, des Staatssekretärs für Angelegenheiten der Veteranen, zu Ehren von Camacho, von Bischof Virgílio do Carmo da Silva  in der Kathedrale von Dili ein Gedenkgottesdienst abgehalten. Die exhumierten, sterblichen Überreste wurden aufgebahrt, bevor sie zum Staatsbegräbnis auf dem Heldenfriedhof in Metinaro überführt wurden.

## Sonstiges
Camacho hinterließ seine Frau Genoveva da Silva, zwei Töchter und ein Sohn.
2018 wurde Jaime Camacho Amaral posthum der Ordem de Timor-Leste verliehen.